# فيفيان ويستوود
فيفيان ويستوود (بالإنجليزية: Vivienne Westwood)‏ المولودة 8 أبريل 1941، هي مصممة أزياء بريطانية. مسؤولة بشكل كبير عن إتجاه البانك ودخوله إلى عالم الأزياء. حصلت فيفيان ويستوود على كثير من الجوائز ومنها Queen Export Award بالإضافة إلى جائزة الإنجاز المتميز في تصميم الأزياء خلال جوائز الموضة البريطانية في سنة 2007.

## النشأة
ولدت باسم فيفيان إيزابيل سواير في 8 أبريل سنة 1941، بقرية تنتويسل بمقاطعة تشيشير البريطانية، ثم عند وصولها لعمر لـ 17 تركت مسقط رأسها وزحفت إلى لندن حيث التحقت بمدرسة «هارو» كي تتمكن من إتقان صناعة الحُلي من الفضة وتتعلم أُسس تصميم الأزياء. ولكنها تركت دراستها حيث تقول إن الفن لا يُلائم الفقيرات! الفن لن يجعلها ثرية، لذا تركت دراستها وعالم الأزياء واتجهت للتدريس ولكنها لم تتخلى تمامًا عن موهبتها وميولها تجاه الأزياء حيث ظلت ترسم وتصمم حتى أنها صممت فستان زفافها لنفسها بنفسها.

## سيرتها
في سنة 1960، تزوّجت فيفيان ديريك ويستوود ولكن سرعان ما انتهى زواجها وتعرّفت من بعده على مالكوم ماكليرين الذي أصبح أيضاً شريكها في العمل وافتتحا متجر سنة 1971 في لندن، هذا المتجر الذي ضمّ العديد من تصاميم ويستوود التي لم تكن تقليدية حيث سيطرت على أزيائها الريش والجلود والألوان الغريبة وقد عرضت فيفيان أزيائها ضمن جو مريب لا يخلو من الجماجم السوداء.
كما وكانت فيفيان مع مالكوم سببًا رئيسيًا في نشر موضة البانك بين الشباب واستمرت هذه الموضة فترة طويلة بين أوساط الشباب، وبالرغم من أن هذه الموضة اندثرت إلى حد كبير حاليًا إلا أن فيفيان تُصر على إلباس أزيائها حتى اليوم روح البانك لإيمانها بأن البانك هو رمز الثورية والانقلاب على كل ما هو معتاد ومعروف لدى مجتمعها.
في سنة 1981، أطلقت ويستوود أوّل مجموعة لها ضمن أسبوع الموضة اللندنيّ، هذه المجموعة التي حملت اسم " Pirate" وسنة 1990، أطلقت ويستوود أوّل مجموعة خاصّة بالملابس الرجالية وكان ذلك في فلورنسا، لتنتخب سنة 1991 كمصمّمة العام البريطانيّة.

## روابط خارجية
- فيفيان ويستوود على موقع IMDb (الإنجليزية)
- فيفيان ويستوود على موقع الموسوعة البريطانية (الإنجليزية)
- فيفيان ويستوود على موقع مونزينجر (الألمانية)
- فيفيان ويستوود على موقع ميوزك برينز (الإنجليزية)
- فيفيان ويستوود على موقع إن إن دي بي (الإنجليزية)
- فيفيان ويستوود على موقع ديسكوغز (الإنجليزية)
- فيفيان ويستوود على موقع قاعدة بيانات الفيلم (الإنجليزية)